# Double Dragon
Double Dragon  (双截龍?) es un videojuego lanzado para máquinas recreativas en 1987, desarrollado por Technos Japan, que pertenece al género Beat'em up (peleas contra varios rivales). Su distribución en Europa y Norteamérica la llevó a cabo Taito. El título se considera un sucesor no oficial del videojuego Renegade de Technos, de similar temática. Double Dragon alcanzó un gran éxito en los salones recreativos e inició una etapa de gran popularidad para los Beat´em up, tanto en recreativas como en consolas. Actualmente es considerado como un clásico.

## Desarrollo
Gran parte de su éxito se debe a las mejoras y novedades que incluía: tenía un nivel gráfico muy bueno para la época, con personajes bien animados y escenarios detallados, había un gran número de ataques y podías quitarle las armas a tus oponentes para usarlas. Pero la mayor novedad que introdujo fue la posibilidad de jugar cooperativamente con otra persona, algo inédito hasta entonces en el género. Pese a todo contaba con algunos errores, como la poca distancia que nos separaba del final da la pantalla al avanzar, lo que hacia que muchas veces nos volaran los golpes de nuevos enemigos sin ni siquiera verlos, o la gran ventaja que daba el codazo hacia atrás, desnivelando la dificultad del juego si se usaba mucho. Aun así, sus aciertos eran mucho más numerosos y Double Dragon llenó los salones recreativos de numerosos países.
Se hicieron muchas conversiones para consolas y ordenadores de la época. En consolas tenemos versiones para Atari 2600, Atari 7800, Nintendo Entertainment System, Sega Master System, Game Boy, Mega Drive y Atari Lynx, mientras que en ordenadores se versionó para Amiga, Atari ST, Amstrad CPC, ZX Spectrum, MSX, DOS y Commodore 64.
También ha contado con numerosos remakes y relanzamientos: en el año 2004 se comercializó un remake del juego para Game Boy Advance, con contenido adicional, titulado Double Dragon Advance. Desde el 2006 la empresa Elite Systems ofrece un remake para teléfonos móviles titulado Double Dragon EX. Otro remake vio la luz en el 2007 en Xbox 360, para los usuarios de Xbox Live Arcade, dando la opción de jugar con los gráficos originales o mejorados, y permitiendo el juego cooperativo en línea. Un año más tarde se volvió a comercializar la versión para NES en la Consola Virtual de Wii. En la versión de NES el juego contaba con un modo secundario que emulaba un arcade lucha 1Vs1, pudiendo el jugador elegir entre varios enemigos del juego, así como a Billy y Jimmy.
Los caracteres Kanji del juego se leen como Sousetsuryu, que significa “Los dragones gemelos interceptores”, en alusión al título del juego, así como al arte marcial ficticio que usan los protagonistas. Pese a ello, el juego se conoce en Japón solamente como “Double Dragon”.

## Argumento
La versión original de Technos Japan tiene una historia diferente a la usada por Taito en la versión internacional; es más amplia y no usa los apodos de Spike y Hammer para los protagonistas. Es la siguiente:
En el año 19XX la mitad del mundo ha sido devastado tras una guerra nuclear y la violencia impera en las calles de América. Una de las bandas más violentas en América se llama Black Warriors, y domina las calles sin piedad. Pero dos gemelos llamados Billy y Jimmy, entrenados en las artes de Sousetsuken y propietarios del Dojo Sousetsuken, eran lo suficientemente valientes como para enfrentarse a los Black Warriors. Enseñaron sus artes marciales a los habitantes de su ciudad y la gente les puso el apodo de “Double Dragon”. Junto a los estudiantes de Billy y Jimmy hay una instructora llamada Marian, que también era la novia de Billy. Los Black Warriors no esperaron mucho para capturarla y atraer a Billy hacia su escondite. Ahora Billy debe ir hacia los Black Warriors para salvar a su novia y enfrentarse al jefe de la banda, Willy, de una vez por todas. Billy cuenta con la ayuda de su hermano gemelo Jimmy para salvar a Marian.
Este argumento se usó parcialmente en Double Dragon II para la versión de la NES, suprimiendo las partes que mencionan la guerra nuclear, el nombre "Soutsetsken", el Dojo y que se les enseñara el arte marcial a los ciudadanos.
En la versión internacional no hay ninguna mención a una guerra nuclear, bandas callejeras controlando las ciudades, el Dojo de los hermanos Lee abierto a la gente de su ciudad o Marian como instructora. En esta versión Billy y Jimmy Lee son los herederos de un estilo de artes marciales ficticio también llamado Sousetsuken. La novia de Billy, una estudiante llamada igualmente Marian, es secuestrada por los Black Warriors, la mayor organización criminal de la ciudad, que manda una carta a los hermanos Lee pidiendo que les desvelen los secretos del Sousetsuken a cambio de dejarla en libertad. Pero los hermanos Lee deciden ir a por los Black Warriors para liberar a Marian y a la ciudad del crimen organizado de una vez por todas.
La mayoría de las conversiones a consolas y ordenadores usaron la historia de la versión internacional. La versión para Master System usa una combinación de ambas líneas argumentales, aunque más enfocada a la de Taito. Sin embargo con la historia original se desarrolló una película en 1994.

## Escenarios
Escenario 1: Este escenario es la ciudad, en donde los enemigos no son tantos. Este se divide en dos fases: la primera es en plena ciudad, mientras que la segunda es la entrada a la fábrica del escenario 2. Los enemigos que salen son: Williams, Roper, Linda y Abobo, mientras que los subjefes son Ropers y el jefe es Abobo.
Escenario 2: Este escenario es una fábrica, en donde los enemigos se reúnen para sus planes en la ciudad. Solo tiene una fase que es toda la fábrica. Los enemigos que salen son: Roper, Williams, Linda y Jeff,mientras que las subjefas son Lindas y el jefe es Jeff.
Escenario 3: Este escenario es un bosque donde los enemigos practican sus técnicas (ya que a partir de aquí van a ser más poderosos). Tiene cuatro fases: la primera es el bosque, la segunda son grutas, la tercera son acuíferos subterráneos y la última es la entrada a la base de los Black Warriors. Los enemigos que salen son: Williams, Jeff, Roper, Bolo, Abobo y Linda, mientras los subjefes son Jeffs y el Jefe es Abobo.
Escenario 4: Este escenario es la base de los Black Warriors, donde los enemigos son muchos. Tiene tres fases: la primera es el acceso a la base de entrenamiento, la segunda es la base de entrenamiento y la última es la sala principal. Los enemigos que salen son: Jeff, Abobo, Bolo, Roper, Williams, Linda y Willy, mientras que el jefe es Willy. Al derrotar a este último personaje en el modo cooperativo los hermanos Lee se enfrentan en una lucha final.

## Versión arcade
Como en la mayoría de recreativas, podías jugar en solitario siendo el primer o el segundo jugador, Billy o Jimmy Lee en este caso. Los controles de la versión original constan de tres botones, dos para ataques (puñetazo y patada) junto a un tercero para saltar, ya sea para atacar o esquivar obstáculos, junto a las direcciones de movimiento. Combinando estos botones y las direcciones se pueden hacer más ataques, como el codazo hacia atrás, presionando puñetazo y salto a la vez, que derribaba a los enemigos de un solo golpe, además de hacerte prácticamente invulnerable mientras lo lanzabas (debido a su efectividad muchos jugadores usaban constantemente esta técnica para pasarse el juego fácilmente, lo que hizo que se ajustara mejor en las conversiones y secuelas del título). Presionando salto y patada a la vez ejecutábamos una patada en salto hacia atrás, aunque menos efectiva que el codazo. Si presionamos el botón de patada durante un salto hacia adelante o atrás lanzábamos una patada en salto, dos veces hacia adelante nos permite lanzar un cabezazo que derriba a la mayoría de enemigos, y si pegamos varios puñetazos o patadas a un oponente este se queda atontado, momento en el que podemos lanzarle un uppercut, una patada semicircular o bien acercarnos para agarrarlo, desde donde poder darle rodillazos o lanzarlo contra el suelo. Abobo, Linda y Bolo son los únicos enemigos que no se pueden agarrar; Linda caía al suelo sin quedarse previamente atontada, mientras que Abobo y Bolo eran demasiado grandes para que el jugador los agarrase.
La mayoría de los oponentes pueden sujetarnos por la espalda para que un compañero nos pegue, en esa situación podemos defendernos lanzando a nuestro oponente al suelo o dándole patadas al que tengamos enfrente. En el modo a dos jugadores uno puede sujetar a un oponente por la espalda mientras otro le pega. 
Algunos oponentes llevaban bates de béisbol, cuchillos, látigos o cartuchos de dinamita, que también podemos usar si se las quitamos previamente, aunque ellos también pueden quitárnoslos. A su vez las cajas, bidones o rocas se pueden usar como armas, cogiéndolas y lanzándolas contra los enemigos, o bien dando una patada al objeto para enviarlo en ese sentido.
Hay cuatro fases, llamadas misiones en el juego: la ciudad, una fábrica, un bosque y el escondite de los Black Warriors. Las tres primeras fases están enlazadas a modo de un solo área, de modo que al terminar cada misión los jugadores simplemente andan hacia la siguiente fase en una transición automática corta. Por el contrario, al finalizar la tercera misión los jugadores entran automáticamente en una puerta para pasar a la siguiente fase. Algunos niveles tienen obstáculos que los jugadores deben superar, como puentes rotos, desniveles, cintas transportadoras o fosos llenos de pinchos que matan al jugador si cae allí. La última fase tiene las trampas más elaboradas como partes móviles en algunas paredes que golpean al jugador o estatuas con lanzas que atacan a cualquiera que se acerque a ellas.
Durante la aventura los jugadores se enfrentan a siete enemigos distintos, cuatro de ellos (Williams, Roper, Linda y Bolo) son los habituales, mientras que los otros tres ejercen como enemigos finales de cada zona, a excepción de Jeff. 
Williams: Viste con camiseta sin mangas y pantalón de distintos colores. Ataca con puñetazos a la cara o al estómago, y a veces lanza patadas en salto. Puede aparecer armado con un bate o un cuchillo. 
Roper: Viste un chaleco abierto y pantalones del mismo color. Los Roper morenos pueden lanzar cuchillos. Puede lanzar cartuchos de dinamita (la cual explotaba después de parpadear un poco), cajas y rocas -los cuales puedes usar también. 
Linda: Una chica rubia que solo lanza puñetazos, a veces va armada con un látigo. 
Bolo: Es el primer enemigo grande que aparece tras romper una pared a puñetazos. Es muy alto y musculoso. Ataca con puñetazos, patadas y lanzándote por encima de él, también puede lanzar grandes objetos. 
Abobo: Parecido a Bolo, pero más moreno y con una cresta tipo mohawk. Tiene todos sus ataques, es más rápido y fuerte, y también ataca con un bofetón con ambas manos. Es el enemigo final de la primera fase, y aparece de nuevo con un color verdoso al final de la tercera. 
Jeff: El segundo enemigo final. Se parece a los protagonistas y tiene todos sus ataques, además es difícil agarrarlo. Aparecen varios en el último nivel. Nunca se ha aclarado por qué Jeff tiene los mismos ataques que los protagonistas si los Black Warriors no conocen el Sousetsuken.
Willy: El jefe de la banda y enemigo final del juego. Va armado con una metralleta, que con una sola bala mata a los jugadores, además golpea con el arma y lanza patadas a corta distancia.
El juego también tiene dos finales distintos, algo muy poco habitual en este género, e inédito hasta Double Dragon. Si jugaba una sola persona, al matar a Willy se liberaba a Marian, que en agradecimiento le daba un beso al protagonista (seas Billy o Jimmy) para a continuación mostrar los créditos. Pero si se completaba el título en el modo cooperativo, tras matar al enemigo final el título obligaba a Billy y Jimmy a pelear entre sí, para declarar ganador del juego al que quedase vivo, que también recibía el beso de Marian, pese a haber matado a su hermano gemelo y novio de la chica en ocasiones.